# Joseph Tyree Sneed
Joseph Tyree Sneed III (* 21. Juli 1920 in Calvert, Texas; † 9. Februar 2008 in San Francisco, Kalifornien) war ein US-amerikanischer Rechtsanwalt, Richter und Hochschullehrer, der auch für kurze Zeit stellvertretender US Attorney General war.

## Leben
Nach dem Schulbesuch studierte Sneed zunächst Betriebswirtschaftslehre an der Southwestern University und erwarb dort 1941 einen Bachelor of Business Administration. Nach dem Eintritt der Vereinigten Staaten in den Zweiten Weltkrieg leistete er von 1942 bis 1946 seinen Militärdienst im US Army Air Corps und wurde zuletzt zum Staff Sergeant befördert.
Nach seinem Ausscheiden aus dem aktiven Militärdienst studierte er Rechtswissenschaften an der Law School der University of Texas at Austin und schloss dieses Studium 1947 mit einem Bachelor of Laws (LL.B.) ab. Im Anschluss nahm er dort einen Ruf auf eine Professur für Rechtswissenschaften an und lehrte bis 1957 an der University of Texas. Danach war er von 1957 bis 1962 Professor für Recht an der Cornell University und erwarb in dieser Zeit 1958 auch einen Doctor of Juridical Science (SJD) an der Law School der Harvard University.
1962 nahm er den Ruf als Professor für Recht an der Stanford University an und lehrte dort bis zu seiner Berufung zum Professor für Recht an der Duke University im Jahr 1971. Während seiner dortigen Lehrtätigkeit bis 1973 war er zeitgleich auch Dekan der Law School der Universität. Nach einer anschließenden kurzen Tätigkeit als US Deputy Attorney General und damit stellvertretender Justizminister im Jahr 1973 war Sneed von 1973 bis 1987 Richter am US Court of Appeals mit Sitz in San Francisco, dem für den neunten Bezirk zuständigen Bundesberufungsgericht.
Sneed, der über anwaltliche Zulassungen in den Bundesstaaten Texas und New York verfügte, war danach auch Rechtsanwalt in der Anwaltskanzlei Graves, Daugherty and Greenhill. Daneben engagierte er sich in der American Bar Association, der American Judicature Society sowie im American Law Institute.
Seine älteste Tochter Carly Fiorina war von 1999 bis 2005 CEO des US-amerikanischen Technologieunternehmens Hewlett-Packard (HP) und kandidierte 2010 erfolglos als Republikanerin in Kalifornien für den US-Senat.